# Рача-Яй
Рача-Яй (тайск. เกาะราชาใหญ่) — один из островов в Андаманском море в южной части королевства Таиланд. Относится к группе из 32-х небольших островов, окружающих остров Пхукет. Также ещё известен как «Райский остров». Является популярным туристическим местом.
Слово «рача» пришло из древнего языка пали и переводится как «король, королевский». Нередко эти острова называют словом «Рая» (Raya).

## География
Рача-Яй — остров из группы ближайших к Пхукету островов, расположенный примерно в 23 км. Часто выделяется в самостоятельную группу островов Рача, которая состоит из двух островов Рача Яй и Рача-Ной, расположенные друг от друга на расстоянии примерно 8 км. В большинстве случаев острова упоминаются совместно, как остров Рача.
Остров холмистый и покрыт тропическим лесом. На вершине смотровые площадки. На северной части острова имеются бухты и пляжи, в то время как южная часть острова холмистая со скалистыми берегами.

## Пляжи
На острове имеется несколько маленьких уединенных пляжей в бухтах с минимальной инфраструктурой или вообще без неё. Все пляжи популярны для сноркелинга и дайвинга. Добраться на них можно как пешком, так и на мотобайке.
Бухта Паток (Patok Bay) с вторым по величие пляжем. Здесь имеется пирс, на который приплывает большая часть катеров. Имеются отели и рестораны.
Бухта Сиам (Siam Bay) с самым большим пляжем на острове. Имеется отель. Сюда приплывает часть катеров, привозящая постояльцев отеля и туристов.
Бухта Ла (Lha Bay) с немноголюдным пляжем на севере восточной части побережья острова.
Бухта Тё (Ter Bay) с небольшим пляжем в центре восточной части побережья острова. Имеется ресторан.
Бухта Конкаре (Konkare Bay) самая южная бухта с миниатюрным и каменистый пляжем на восточной части побережья острова. Больше всего подходит для сноркелинга и дайвинга. Имеется отель.

## Транспорт
С Пхукетом остров связан регулярным морским сообщением. С пирса Чалонг до острова ходят скоростные катера, привозящие и увозящие туристов до того или иного отеля. На острове катера в основном причаливают к главному пирсу на пляже бухты Паток. Некоторые катера идут до пляжа бухты Сиам.
Также посещение острова включено в состав различных экскурсий.
На самом острове имеется сеть дорог, которая связывает главный пирс, деревню и все основные пляжи и гостиницы.

## Туризм
Остров является посещаемым курортом. Это связано с его небольшим отдалением от острова Пхукет и более чистыми пляжами и морем. На острове достаточно развита инфраструктура, присутствуют центры аренды мотобайков, рестораны, центры сноркелинга и дайвинга. Значительную часть острова занимают территории отелей.
Остров славится наличием значительного количества варанов, которых можно встретить как на дорогах, так и на территориях отелей.